# Na Horách (Dolnooharská tabule)
Na Horách (221 m n. m.) je vrch v okrese Litoměřice Ústeckého kraje. Leží asi 1 km jihovýchodně od vesnice Rohatce na jejím katastrálním území.

## Popis
Je to rozsáhlý svědecký vrch budovaný svrchnoturonskými až coniackými jílovitými a silicifikovanými vápenci s vložkami slínovců. V nejvyšším místě denudované vrcholové plošiny se udržel zbytek náplavů nižší staropleistocenní terasy Vltavy-Labe, příkré a středně ukloněné okrajové svahy jsou místy rozbrázděny údolními závěry a úpady. Vrch je téměř nezalesněný, převažují pole. Na západním svahu je roztroušený borový porost, na východním svahu je sad. Je to výhledové místo.
Přes vrchol je vedena silnice III/24048. Na severozápadním úbočí vrchu je zbudována rozhledna veřejnosti přístupná od roku 2011.

## Geomorfologické zařazení
Geomorfologicky vrch náleží do celku Dolnooharská tabule, podcelku Řipská tabule, okrsku Krabčická plošina, podokrsku Straškovská plošina a Roudnické části.
| Růžice kompasu | Rohatce    |           | Hrobce   | Růžice kompasu |
| Růžice kompasu | Nové Dvory | Sever     |          | Růžice kompasu |
| Růžice kompasu | Nové Dvory | Na Horách |          | Růžice kompasu |
| Růžice kompasu | Nové Dvory | Jih       |          | Růžice kompasu |
| Růžice kompasu | Chvalín    |           | Židovice | Růžice kompasu |